# Chrysogaster proserpina
Chrysogaster proserpina är en tvåvingeart som beskrevs av Hull 1944. Chrysogaster proserpina ingår i släktet ängsblomflugor, och familjen blomflugor. Inga underarter finns listade i Catalogue of Life.